# Baradat-Esteve
Baradat-Esteve war ein spanischer Hersteller von Automobilen.

## Unternehmensgeschichte
Die Konstrukteure Claudio und Carlos Baradat Guillé gründeten 1922 in Barcelona mit finanzieller Unterstützung von Don Federico Esteve Anglada und Don Cortina das Unternehmen Cortina, Baradat y Esteve und begannen mit der Produktion von Automobilen. Im gleichen Jahr endete die Produktion nach zwölf hergestellten Exemplaren. Der Markenname lautete Baradat-Esteve.

## Fahrzeuge
Das einzige Modell wurde 1922 auf dem Automobilsalon von Barcelona ausgestellt. Das Fahrzeug war äußerlich konventionell, dafür aber mit ungewöhnlicher Technik ausgestattet. Für den Antrieb sorgte ein Sternmotor, der zuvor als Flugzeugmotor erprobt war. Der Motor leistete aus 2000 cm³ Hubraum 110 PS.